# Häädemeeste
Häädemeeste – rzeka w Estonii, w prowincji Parnawa o długości 18 km. Powierzchnia dorzecza wynosi 68 km². Wypływa z bagna Nigula i wpada do Zatoki Ryskiej.